# Anthurium fragrans
Anthurium fragrans är en kallaväxtart som beskrevs av Thomas Bernard Croat och D.C.Bay. Anthurium fragrans ingår i släktet Anthurium och familjen kallaväxter. Inga underarter finns listade.